# エース・クラッシャー
エース・クラッシャー（Ace Crasher）は、プロレス技の一種である。ジョニー・エースが考案し、自らの代表的な必殺技として使用した。

## 概要
旧型（初期型）と新型（改良型）があり、それぞれ技のフォーム・効果が若干違うが、同じ技名で使用された。新型を使用しはじめてからは、旧型はほとんど使用されていない。また、これらに加えてギロチン式も存在する。さらには、新型には多くの派生技が存在する。
技名の由来は、開発者のジョニー・エースの名前と、破壊力の大きい技というイメージから。また、団体のエース格のレスラーをこの技で倒し、自らがエース格となる、という意味合いも込められている。
技を掛ける時に「エース・クラッシャー!」と叫んだり、同時に片手で高々とトレードマークのVサインをするパフォーマンスを行う場合がある（田村欣子・藤本つかさなど）。また、技を掛けた後に、片手もしくは両手でVサインをする場合もあった。

## 旧型（初期型）
立っている相手の前に背中を向けて立ち、相手の顎を自分の肩口に乗せて両手もしくは片手で固定したあと、ジャンプして尻餅を突くように着地し、その衝撃で顎と首に同時にダメージを与える。オリジナル・エース・クラッシャーとも呼ばれる。

## 新型（改良型）
立っている相手の前に背中を向けて立つところまでは旧型と同じだが、相手の顎ではなく顔面を自分の肩口に乗せて両手もしくは片手で固定する。また、ジャンプした後は尻餅を突くのではなく身体を前方に投げ出し背中からマットに倒れ込む。その衝撃で顔面と首に同時にダメージを与える。また、微妙に浮かせた相手の頭部を前に引っ張り込むような体勢にし、着地の反動で顔を肩に叩きつけた後にマットにも叩きつける。

## 派生技

### メキシカン・エース・クラッシャー
走ってきた相手に対し、自らしゃがみ込んで相手の懐に入ると同時に、正面から両手で相手の体を抱え上げてリフトアップし相手を真上に放り投げたあと、空中で相手の首をキャッチし新型のエース・クラッシャーで叩きつける応用技。三沢光晴との三冠ヘビー級王座戦対策として考案し、同試合で披露。ダッドリー・ボーイズ（チーム3D）がフィニッシュで使う合体技「ダッドリー・デス・ドロップ（3D）」の動きを全て一人でこなしたような技である。
技名の「メキシカン」は、相手を華麗に空中に放り投げてキャッチして落とすという動作がルチャリブレの華麗なムーブを連想させるところから。

### ギロチン・エース・クラッシャー
前かがみさせた相手の斜め横に立ち、相手に近い方の足を(頭をまたいで)首筋に掛け、更に手で相手の髪を掴んで体勢を固定、自分に近い相手の片腕を逆腕に取り、その状態のままジャンプしてもう片方の自分の足を前方に投げ出し、尻餅を着く形で着地すると同時に相手の顔面をマットに衝突させてダメージを与える。名前はエース・クラッシャーの派生技のようであるが、実際はまったく別に開発された技といえる。マーティ・ジャネッティのロッカー・ドロッパーや、ビリー・ガンが使用するフェイマサーも若干の差異があるものの、ほぼ同型の技である。

## ダイヤモンド・カッター
ダイヤモンド・カッターの元祖は新型エース・クラッシャーである。
ダイヤモンド・ダラス・ペイジに新型を伝授し、ダイヤモンド・カッターとして必殺技にしたためである。
この説に異を唱える意見もあったが、エースが旧型エース・クラッシャーを使用し始めたのは彼が全日本プロレス参戦初期の頃、新型エース・クラッシャーを使用し始めたのは1994-1995年頃であり、どちらもスタナーやダイヤモンド・カッターが披露される以前のことである。
技の形としては、旧型の場合、ジャンプした後にしりもちをつくようにお尻から落ちるが、その際に相手の体重等により自身の尾骶骨や腰に相当な衝撃を受け、骨折の可能性がある。その為に新型は腰から落ちずに斜めに落ちて体全体で着下するようなモーションとなった。ダイヤモンド・ダラス・ペイジはWCW時代にブレイクする前から腰が相当に悪かったので、新型を使ったと考えられる。
なお、派生技を使う太陽ケアは、ハワイアン・クラッシャー（ハワイアン・スマッシャー）を使用していた際には、旧型のように腰から落ちていたが、その際に尾骶骨骨折となり、長期離脱後は新型のような形で着下する形に変えている。